# Maria-Magdalenen-Kirche (Lauenburg/Elbe)

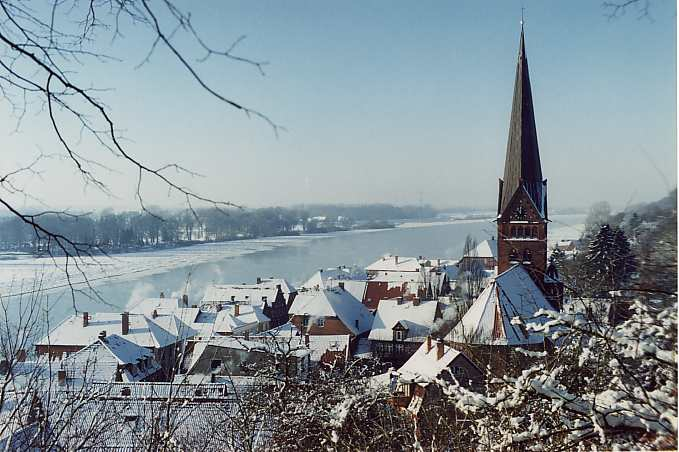
Winterlicher Blick auf Lauenburg mit der Maria-Magdalenen-Kirche

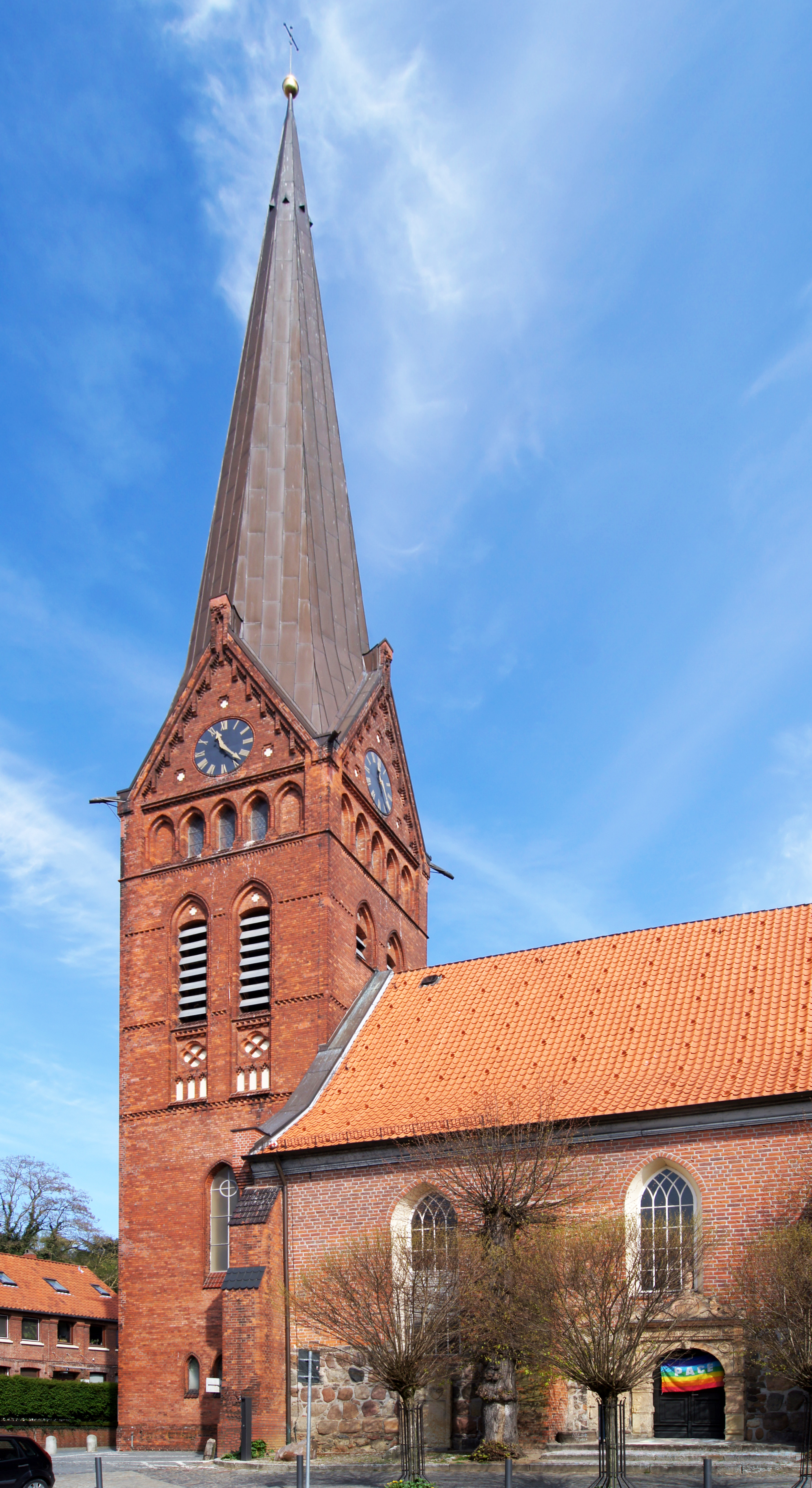
Kirchturm und Südwand

Die Maria-Magdalenen-Kirche ist die der Maria Magdalena geweihte evangelisch-lutherische Stadtkirche von Lauenburg/Elbe. Die Kirche ist eine Gründung des frühen 13. Jahrhunderts. Von 1564 bis 1705 war das Pastorat an der Kirche mit der lutherischen Superintendentur bzw. Generalsuperintendentur von Niedersachsen der sachsen-lauenburgischen Landeskirche verbunden.

## Baugeschichte

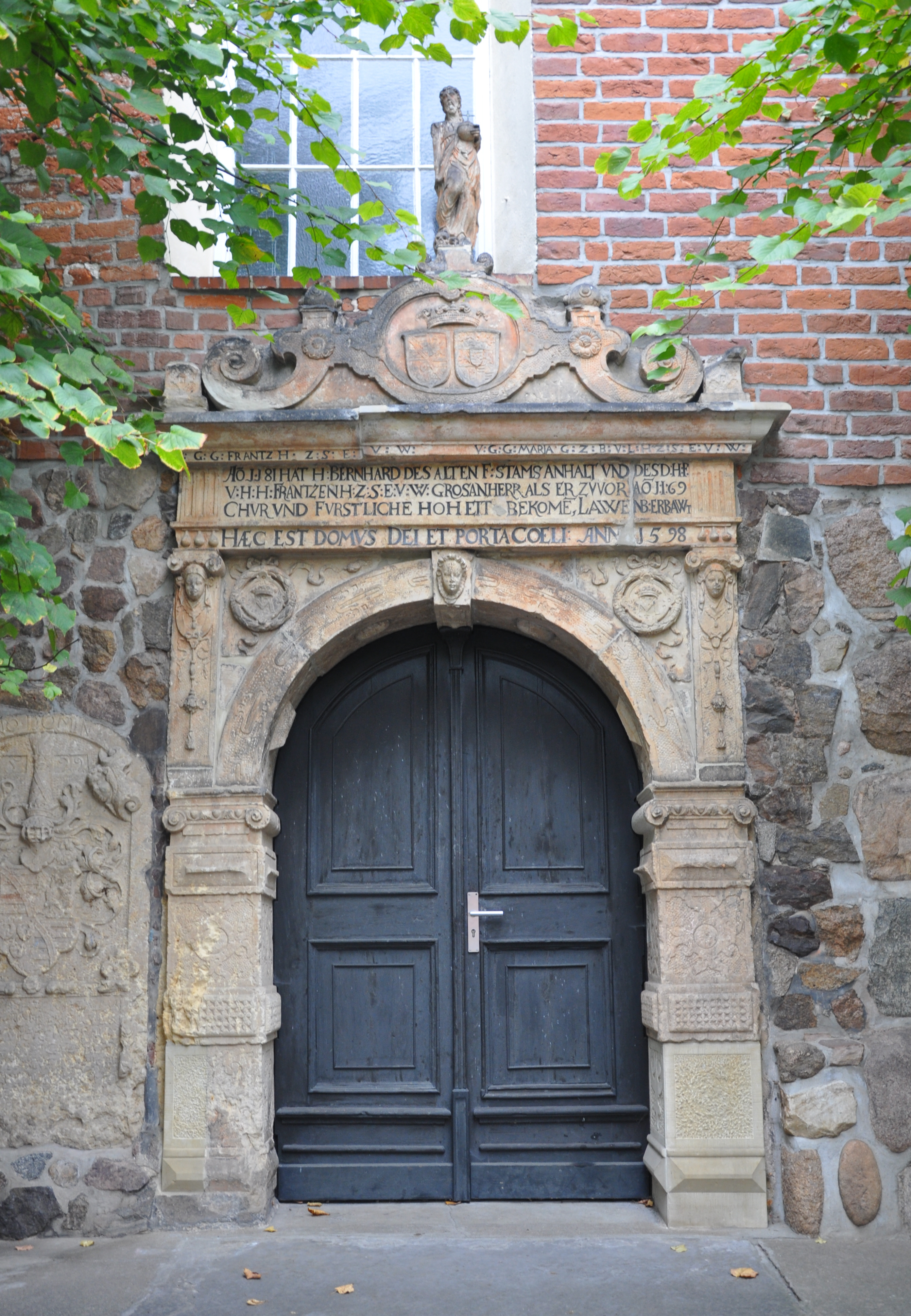
Seitenportal

Der älteste sichtbare Bauteil ist das im unteren Bereich des Baukörpers aus Feldstein und weiter oben aus Ziegel errichtete gotische Kirchenschiff aus der Zeit um 1300. Der heutige Chor aus Backstein stammt hingegen aus dem Jahr 1827. Noch jünger ist der Kirchturm, der 1902 im Zuge eines Umbaus im Stil der Neugotik neu entstand. Der Turm trägt seit 1992 wieder einen kupfernen Turmhelm, der am Ende des Zweiten Weltkriegs durch heftigen Artillerie-Beschuss der englischen Truppen zerstört worden war. Er gibt damit von Ferne der Stadt und der Kirche zunächst ein täuschendes neugotisches Gepräge.
Als ältester Hinweis auf die Tätigkeit lutherischer Prediger in Sachsen-Lauenburg gilt eine Inschrift am Nordportal der Kirche, die an die erste lutherische Predigt am Johannistag 1531 erinnert. Das Südportal aus Sandstein stammt aus dem Jahr 1598, ebenso wohl das Nordportal. Anbauten befinden sich an der Nordseite des Schiffes und an der Südseite des Chors. Dieser nördliche Anbau ist höchstwahrscheinlich der Ursprung der gesamten Kirche, da hier noch Kreuzgewölbe vorhanden sind, sowohl im Kellergewölbe als auch im Erdgeschoss. Das Obergeschoss wurde von der herzoglichen Familie als Zugang zum Herzogsgestühl auf der Nord-Empore benutzt. 1865 wurde der Chor durch Carl August Wilhelm Lohmeyer neu gestaltet. Neben dem Südportal befindet sich der Prangerstein aus Granit, auf dem Kirchensünder angekettet wurden.

## Ausstattung

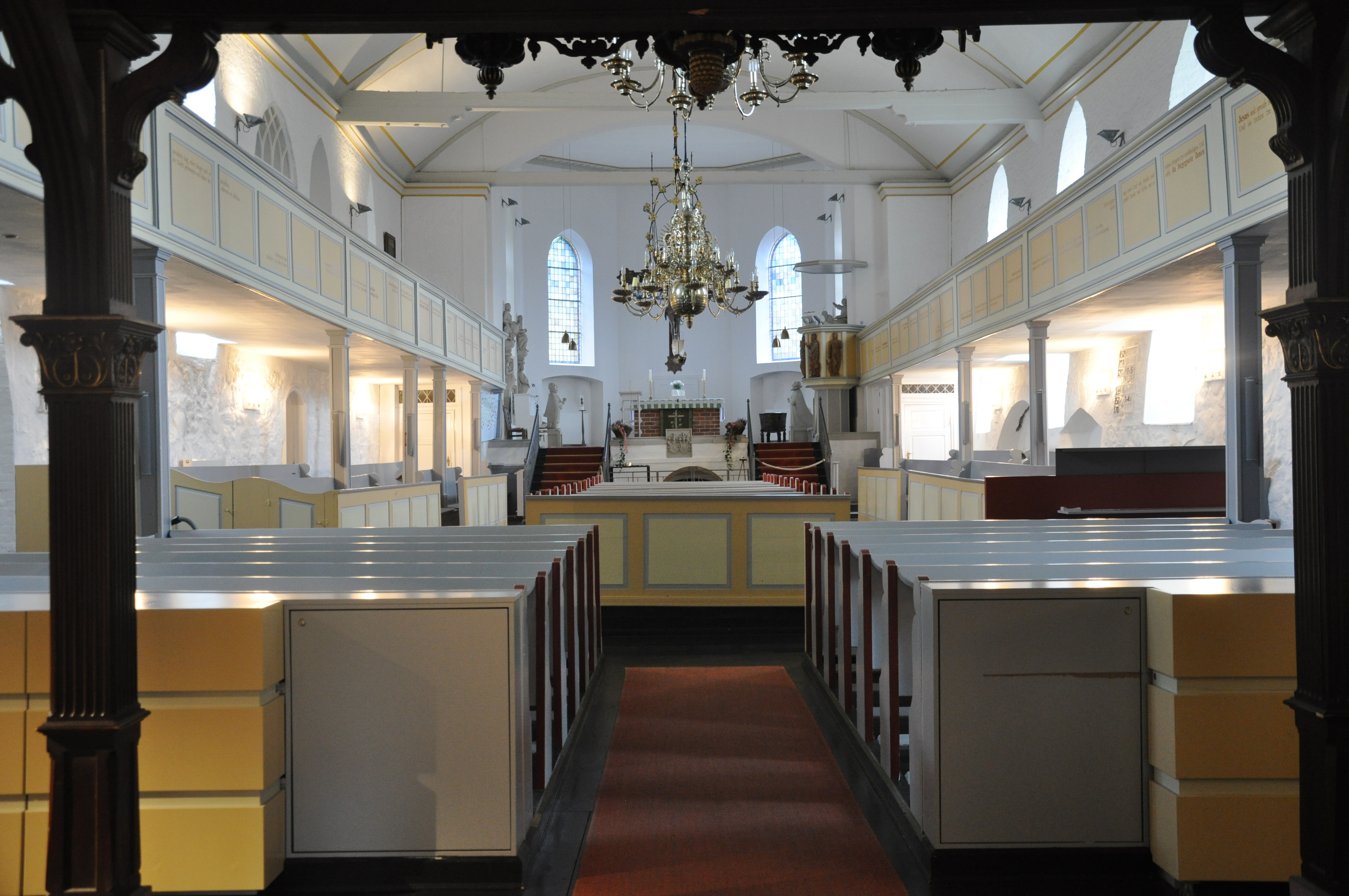
Innenansicht

Das Innere der Kirche wurde 1827 durch einen durchgreifenden Umbau verändert, so dass nur noch die vorhandenen Ausstattungsgegenstände einen ursprünglichen Eindruck vermitteln können.
Hervorzuheben  sind
- die gotische Fünte aus Bronze von 1466,
- das spätgotische Kruzifix (um 1500),
- das spätgotische Tafelbild Lust der Welt (1470–1480) zeigt auf der einen Seite ein Paar der Oberschicht, auf der anderen Seite die Skelette der beiden, um irdische Freuden infrage zu stellen.
- Das Epitaph Weltzin († 1590) stammt vermutlich von dem in Norddeutschland tätigen flämischen Bildhauer Robert Coppens.

Bemerkenswertes Detail der Ausstattung ist der spätgotische Marienleuchter aus Holz und Eisen mit der doppelseitigen Statue einer Strahlenkranzmadonna. An die Zeit Lauenburgs als Residenzstadt erinnern die knienden Grabfiguren von Herzog Franz II. von Sachsen-Lauenburg und Maria, seine letzte Ehefrau. Das Grabmal der Herzöge stammt ebenfalls aus der Werkstatt von Coppens. Unter dem Chor befinden sich in der Gruft der Herzöge aus Kupfer oder Zinn gefertigte Särge für Angehörige des askanischen Herrscherhauses. Einige der Särge wurden in den letzten Jahren des 20. Jh. entfernt, da sie von der Zinnpest zerstört waren.

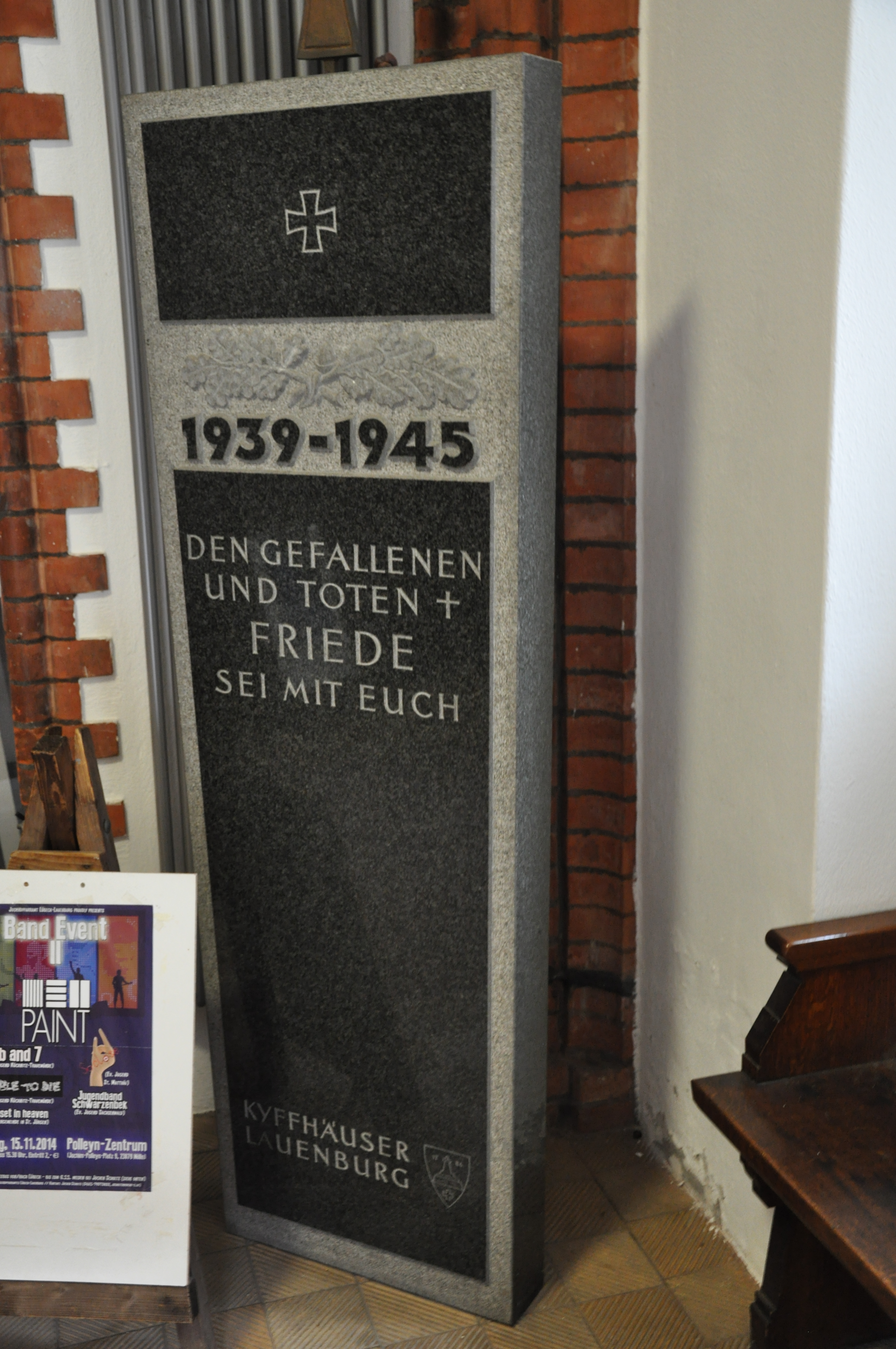
Gedenken an die Toten 1939–1945

Der Vorraum des Kirchenschiffs ist als Kriegergedenkstätte eingerichtet, Holztafeln tragen die Namen der aus Lauenburg gefallenen Personen bei den deutschen Befreiungskriegen 1813, aus den Schlachten der Jahre 1870/1871 sowie an den Fronten des Ersten und Zweiten Weltkriegs.
Die Orgel wurde 1961 von dem Orgelbauer Emanuel Kemper & Sohn in einem vorhandenen historischen Barockgehäuse aus dem Jahr 1625 erbaut. Das Schleifladen-Instrument hat 33 Register auf drei Manualwerken und Pedal. Die Spiel- und Registertrakturen sind mechanisch.
| I Rückpositiv C–g3 |               |     |
| 1.                 | Gedackt       | 08′ |
| 2.                 | Rohrflöte     | 04′ |
| 3.                 | Slicet        | 04′ |
| 4.                 | Principal     | 02′ |
| 5.                 | Sedez         | 01′ |
| 6.                 | Zimbel III    |     |
| 7.                 | Doppelregal 0 | 08′ |
|                    | Tremulant     |     |

| II Hauptwerk C–g3 |               |        |
| 8.                | Pommer        | 16′    |
| 9.                | Prinzipal     | 08′    |
| 10.               | Gemshorn      | 08′    |
| 11.               | Oktave        | 04′    |
| 12.               | Gepackt       | 04′    |
| 13.               | Waldflöte     | 02′    |
| 14.               | Sifflöte      | 01 ⁄3′ |
| 15.               | Mixtur IV-VI0 |        |
| 16.               | Trompete      | 08′    |

| III Schwellwerk C–g3 |                  |        |
| 17.                  | Rohrflöte        | 08′    |
| 18.                  | Quintade         | 08′    |
| 19.                  | Prinzipal        | 04′    |
| 20.                  | Blockflöte       | 04′    |
| 21.                  | Gemshorn         | 02′    |
| 22.                  | Quinte           | 01 ⁄3′ |
| 23.                  | Sesquialtera II0 |        |
| 24.                  | Scharff III      |        |
| 25.                  | Oboe             | 08′    |
|                      | Tremulant        |        |

| Pedalwerk C–f3 |                |     |
| 26.            | Prinzipal      | 16′ |
| 27.            | Subbass        | 16′ |
| 28.            | Oktavbass      | 08′ |
| 29.            | Gedacktbass    | 08′ |
| 30.            | Flöte          | 04′ |
| 31.            | Nachthorn      | 02′ |
| 32.            | Rauschbass V 0 |     |
| 33.            | Posaune        | 16′ |

- Koppeln: I/II, III/II, I/P, III/P
- Effektregister: Zimbelstern

## Pastoren
Zu den Pastoren der Kirche zählten:
- Severin Walther Slüter, Pastor und Generalsuperintendent von 1684 bis 1697
- Carl Friedrich Wilhelm Catenhusen, Diaconus (2. Pastor) von 1816 bis 1831
- Wilhelm Heinrich Koopmann, Pastor von 1845 bis 1854